# Wysoka Krajeńska
Wysoka Krajeńska – wieś krajeńska w Polsce położona w województwie kujawsko-pomorskim, w powiecie sępoleńskim, w gminie Sępólno Krajeńskie.

## Podział administracyjny i demografia
W latach 1975–1998 miejscowość administracyjnie należała do województwa bydgoskiego. Według Narodowego Spisu Powszechnego (III 2011 r.) liczyła 137 mieszkańców. Jest 21. co do wielkości miejscowością gminy Sępólno Krajeńskie.